# Szymbark (gromada w powiecie kartuskim)
Szymbark – dawna gromada, czyli najmniejsza jednostka podziału terytorialnego Polskiej Rzeczypospolitej Ludowej w latach 1954–1972.
Gromady, z gromadzkimi radami narodowymi (GRN) jako organami władzy najniższego stopnia na wsi, funkcjonowały od reformy reorganizującej administrację wiejską przeprowadzonej jesienią 1954 do momentu ich zniesienia z dniem 1 stycznia 1973, tym samym wypierając organizację gminną w latach 1954–1972.
Gromadę Szymbark z siedzibą GRN w Szymbarku utworzono – jako jedną z 8759 gromad na obszarze Polski – w powiecie kartuskim w woj. gdańskim na mocy uchwały nr 17/III/54 WRN w Gdańsku z dnia 5 października 1954. W skład jednostki weszły obszary dotychczasowych gromad Szymbark, Kłobuczyno i Potuły ze zniesionej gminy Stężyca oraz obszary dotychczasowych gromad Piotrowo i Rybaki ze zniesionej gminy Goręczyno w tymże powiecie. Dla gromady ustalono 16 członków gromadzkiej rady narodowej.
1 stycznia 1962 do gromady Szymbark włączono miejscowości Sikorzyno, Stara Sikorska Huta i Nowa Sikorska Huta ze zniesionej gromady Gołubie oraz miejscowości Kaplica, Połęczyno, Starkowa Huta, Chylowa Huta i Jekmuca ze zniesionej gromady Egiertowo w tymże powiecie.
Gromada przetrwała do końca 1972 roku, czyli do kolejnej reformy gminnej.